# 데니어
데니어(Denier)는 원사, 섬유 등의 단위를 가리킨다. 단위의 약칭은 D이다.
보통 여성들이 신는 스타킹(레깅스, 타이츠도 이에 해당)을 측정할 때 쓰이며, 1데니어의 중량은 원사 9000m의 질량을 그램의 단위로 나타낸다. 또한 단위의 명칭은 프랑스어로 화폐인 데니어(Denier)에서 유래되었다.